# Борки (городской округ Истра)
Борки — деревня в Истринском районе Московской области России, входит в сельское поселение Ивановское. Население — 64 чел. (2010).
Деревня расположена со стороны правого берега реки Истры — примерно в трёх километрах от неё. Ближайшая деревня — Красновидово.
В деревне прежде была помещичья усадьба — от неё сохранился небольшой пруд с островком.
В деревне есть несколько родников — они дают начало речке Пересальке, длиной 4 километра, которая огибает деревню Борисково с западной стороны и впадает в реку Истру.

## Население
| 2002 | 2006 | 2010 |
| ---- | ---- | ---- |
| 5    | →5   | ↗64  |